# Mordkommission (serie televisiva 1973)
Mordkommission è una serie televisiva tedesca di genere poliziesco ideata da Carl Darrow  e prodotta dal 1973 al 1975 dalla ZDF. Protagonista della serie sono Charles Regnier, Michael Burk, Jochen Busse e Rüdiger Bahr  ; la regia è di Kurt Wilhelm e Wolfgang Schleif.
La serie si compone di 2 stagioni, per un totale di 26 episodi (13 per stagione), della durata di 25 minuti ciascuno.  Il primo episodio, intitolato Der Zauberer, fu trasmesso in prima visione dall'emittente ZDF il 17 ottobre 1973; l'ultimo, intitolato Amok, fu trasmesso in prima visione l'11 giugno 1975.

## Trama
Le vicende sono incentrate sulle indagini in casi di omicidio condotte da una sezione della polizia criminale di Monaco di Baviera, guidata da Georg Wieker.  Wieker è affiancato dai colleghi Richard Grimm, Hubert Hutzel e August Siebenlist.

## Episodi
| Stagione         | Puntate | Prima TV Germania | Prima TV Italia |
| ---------------- | ------- | ----------------- | --------------- |
| Prima stagione   | 13      | 1973              | inedita         |
| Seconda stagione | 13      | 1975              | inedita         |